# Mariann Horváth
Dans le nom hongrois Horváth Mariann, le nom de famille précède le prénom, mais cet article utilise l’ordre habituel en français Mariann Horváth, où le prénom précède le nom.
Pour les articles homonymes, voir Horváth.
Mariann Horváth, née en 1968, est une escrimeuse hongroise pratiquant l'épée.
Après l'introduction de l'épée féminine au programme des championnats du monde d'escrime en 1988, Mariann Horváth devient l'une des premières grandes championnes de la discipline, en remportant pour la première fois le titre mondial deux années consécutives en 1991 et 1992 (seules Laura Flessel et Rossella Fiamingo l'ont imitée depuis), ainsi qu'en gagnant avec l'équipe de Hongrie cinq titres mondiaux.
Elle a également réalisé le doublé individuel-équipe aux championnats d'Europe d'escrime 1991. Seul manque à son palmarès une médaille olympique, l'épée féminine n'ayant été introduite qu'en 1996, quelques années après les grandes heures de Horváth.

## Palmarès
- Championnats du monde
  -  Médaille d'or par équipes aux championnats du monde 1989 à Denver
  -  Médaille d'or en individuel aux championnats du monde 1991 à Budapest
  -  Médaille d'or par équipes aux championnats du monde 1991 à Budapest
  -  Médaille d'or en individuel aux championnats du monde 1992 à La Havane
  -  Médaille d'or par équipes aux championnats du monde 1992 à La Havane
  -  Médaille d'or par équipes aux championnats du monde 1993 à Essen
  -  Médaille d'or par équipes aux championnats du monde 1995 à La Haye
  -  Médaille d'argent par équipes aux championnats du monde 1990 à Lyon
  -  Médaille d'argent par équipes aux championnats du monde 1994 à Athènes

- Coupe du monde d'escrime
  -  Numéro 1 de la coupe du monde en 1991
  -  Numéro 1 de la coupe du monde en 1992

- Championnats d'Europe
  -  Médaille d'or en individuel aux championnats d'Europe 1991 à Vienne
  -  Médaille d'or par équipes aux championnats d'Europe 1991 à Vienne